# Václav Týfa
Václav Týfa (4. března 1943 Kladno – 5. června 2022 Kladno) byl český trumpetista.
Po 4 letech na konzervatoři hrál v různých tanečních orchestrech, v letech 1962–1970 působil v Orchestru Karla Vlacha, poté působil 15 let v doprovodné kapele zpěváka Karla Gotta, což byla Skupina Ladislava Štaidla, souběžně s tím na počátku 70. let hrál i v Tanečním orchestru Československého rozhlasu (TOČR), později v Orchestru Československé televize.
Během svého života nahrál mnoho nahrávek klasického i populárního repertoáru. 9. září 2014 obdržel Cenu města Kladna.